# Liste der Bodendenkmäler in Kempten (Allgäu)
Auf dieser Seite sind die Bodendenkmäler in der schwäbischen kreisfreien Stadt Kempten (Allgäu) zusammengestellt. Diese Tabelle ist eine Teilliste der Liste der Bodendenkmäler in Bayern. Grundlage ist die Bayerische Denkmalliste, die auf Basis des Bayerischen Denkmalschutzgesetzes vom 1. Oktober 1973 erstmals erstellt wurde und seither durch das Bayerische Landesamt für Denkmalpflege geführt wird. Die folgenden Angaben ersetzen nicht die rechtsverbindliche Auskunft der Denkmalschutzbehörde.

## Bodendenkmäler der Gemeinde Kempten (Allgäu)

### Bodendenkmäler in der Gemarkung Kempten (Allgäu)
| Lage                                                                                                  | Objekt | Akten-Nr.     | Bild                       |
| --- | --- | ------------- | -------------------------- |
| Kempten (Allgäu) Zwischen Engelhaldepark und Schumacherring (Standort)                                | Burgstall des Mittelalters. Siehe auch: Burg Tiefenbacher Ösch | D-7-8227-0026 |                            |
| Kempten (Allgäu) Südlich der Fabrik Liebherr-Verzahntechnik, östlich der Straße Im Seggers (Standort) | Wallanlage vor- und frühgeschichtlicher Zeitstellung. | D-7-8227-0027 |                            |
| Kempten (Allgäu) Im Bereich der Burghalde (Standort)                                                  | Siedlung der späten römischen Kaiserzeit. Siehe auch: Cambidanum | D-7-8227-0029 |                            |
| Kempten (Allgäu) Auf dem Lindenberg (Standort)                                                        | Stadt der römischen Kaiserzeit (Cambodunum). Siehe auch: Cambodunum | D-7-8227-0032 |                            |
| Kempten (Allgäu) Südlich der Burghalde (Standort)                                                     | Burgstall des Mittelalters. Siehe auch: Lützelburg (Kempten) | D-7-8227-0038 |                            |
| Kempten (Allgäu) Nördlich des König-Ludwig-Denkmals über der Iller (Standort)                         | Burgstall des Mittelalters und abgegangenes Patrizierschlösschen der frühen Neuzeit. Siehe auch: Schlößle Burgstall | D-7-8227-0039 |                            |
| Kempten (Allgäu) Nordöstlich von Oberried im Wald (Standort)                                          | Burgstall des Mittelalters. Siehe auch: Burg Kniebos | D-7-8227-0041 |                            |
| Kempten (Allgäu) Im Bereich des Wohnhochhauses der 1960er Burgstallweg (Standort)                     | Burgstall des Mittelalters. Siehe auch: Hildegardsburg | D-7-8227-0042 |                            |
| Kempten (Allgäu) Östlich der Heiligkreuzer Straße am Schwabelsberger Weiher (Standort)                | Mittelalterliche und frühneuzeitliche Befunde im Bereich des Burgstalls und ehemalige Schlosses Schwabelsegg und des abgegangenen frühneuzeitlichen Klosters mit profanierter Klosterkirche St. Anna. Siehe auch: Schwabelsberg                   | D-7-8227-0043 |                            |
| Kempten (Allgäu) Im Kapellenbereich, Dreifaltigkeit (Standort)                                        | Burgstall des Mittelalters. | D-7-8227-0044 |                            |
| Kempten (Allgäu) Beginn bei der Kürnacher Straße bei Rothkreuz (Kempten) (Standort)                   | Straße der römischen Kaiserzeit. | D-7-8227-0045 |                            |
| Kempten (Allgäu) Neubaugebiet Sebastian-Kneipp-Straße in Lenzfried (Standort)                         | Spätmittelalterlicher Werkplatz (Deichelweiher). | D-7-8227-0130 |                            |
| Kempten (Allgäu) In der Iller zwischen Seuterstraße und Rosenau (Standort)                            | Holzbaustrukturen vor- und frühgeschichtlicher oder mittelalterlicher Zeitstellung in der Iller. | D-7-8227-0135 |                            |
| Kempten (Allgäu) Kirchberg St. Lorenz, Hildegardplatz (Standort)                                      | Mittelalterliche und frühneuzeitliche Befunde im Bereich der ehemalige Stiftskirche und heutigen Katholischen Stadtpfarrkirche St. Lorenz, darunter Gräber des Mittelalters. Siehe auch: Basilika St. Lorenz                                      | D-7-8227-0136 |                            |
| Kempten (Allgäu) Im Bereich der Justizvollzugsanstalt Kempten (Standort)                              | Siedlung der römischen Kaiserzeit. | D-7-8227-0142 |                            |
| Kempten (Allgäu) Erhebung der Burghalde (Standort)                                                    | Befestigung der römischen Kaiserzeit, Burg des Mittelalters und Befestigungen der frühen Neuzeit. Siehe auch: Burghalde Kempten | D-7-8227-0152 |                            |
| Kempten (Allgäu) Kaufbeurer Straße/Berliner Platz (Standort)                                          | Mittelalterliche und frühneuzeitliche Befunde im Bereich der ehemalige Leprosenkapelle St. Stephan im Keck. Siehe auch: Keckkapelle | D-7-8227-0154 |                            |
| Kempten (Allgäu) Kapellenplatz (Standort)                                                             | Mittelalterliche und frühneuzeitliche Befunde im Bereich des ehemaligen Friedhofs. Siehe auch: Seelenkapelle (Kempten) | D-7-8227-0155 |                            |
| Kempten (Allgäu) St.-Mang-Platz (Standort)                                                            | Mittelalterliche und frühneuzeitliche Befunde im Bereich der Evangelisch-Lutherischen Stadtpfarrkirche St. Mang in Kempten und ihrer Vorgängerbauten samt Friedhof. Siehe auch: St. Mang (Kempten)                                                | D-7-8227-0156 |                            |
| Kempten (Allgäu) Schlößleweg (Standort)                                                               | Frühneuzeitliche Befunde im Bereich des sog. Weidachschlößle. Siehe auch: Weidachschlößle | D-7-8227-0157 |                            |
| Kempten (Allgäu) (Standort)                                                                           | Frühneuzeitliche Befunde im Bereich der Katholischen Kapelle Mariä Heimsuchung in Mariaberg. Siehe auch: Mariä Heimsuchung (Kempten) | D-7-8227-0161 |                            |
| Kempten (Allgäu) (Standort)                                                                           | Aufgelöstes D: Untertägige Bestandteile der Dreifaltigkeitskapelle des 18. Jh. Siehe auch: Dreifaltigkeit (Kempten) | D-7-8227-0164 |                            |
| Kempten (Allgäu) (Standort)                                                                           | Untertägige Bestandteile einer Kapelle des 18./19. Jh. Siehe auch: Adelharz (Kempten) | D-7-8227-0167 | Bodendenkmal D-7-8227-0167 |
| Kempten (Allgäu) (Standort)                                                                           | Mittelalterliche und frühneuzeitliche Befunde im Bereich des sog. Haubenschlosses und seiner Vorgängerbauten. Siehe auch: Haubenschloß | D-7-8227-0170 |                            |
| Kempten (Allgäu) (Standort)                                                                           | Spätmittelalterliche und frühneuzeitliche Befunde im Bereich der sog. Illervorstadt der Reichsstadt Kempten. | D-7-8227-0172 |                            |
| Kempten (Allgäu) (Standort)                                                                           | Abgegangene mittelalterliche Kapelle St. Michael. Siehe auch: Erasmuskapelle (Kempten) | D-7-8227-0173 |                            |
| Kempten (Allgäu) (Standort)                                                                           | Abgegangenes Kloster des Mittelalters und der frühen Neuzeit. Siehe auch: Franziskanerinnenkloster St. Anna (Kempten) | D-7-8227-0174 |                            |
| Kempten (Allgäu) (Standort)                                                                           | Mittelalterliche und frühneuzeitliche Befunde im Bereich des abgegangenen Heilig-Geist-Spitals mit Kapelle. Siehe auch: St.-Mang-Brücke | D-7-8227-0175 |                            |
| Kempten (Allgäu) (Standort)                                                                           | Körpergräber der späten römischen Kaiserzeit. Siehe auch: Rathaus (Kempten) | D-7-8227-0186 |                            |
| Kempten (Allgäu) (Standort)                                                                           | Mittelalterliche und frühneuzeitliche Befunde im Bereich des barocken ehemalige Benediktinerklosters und seiner Vorgängerbauten, darunter Gräber des Mittelalters und der frühen Neuzeit. Siehe auch: Marienmünster (Kempten), Hildegardiskapelle | D-7-8227-0191 |                            |
| Kempten (Allgäu) (Standort)                                                                           | Untertägige, weitgehend verschüttete Teile einer Bunkeranlage, wohl um 1940. Siehe auch: Hofgarten (Kempten) | D-7-8227-0192 |                            |
| Kempten (Allgäu) (Standort)                                                                           | Mittelalterliche und frühneuzeitliche Befunde im Bereich der abgegangenen Kirche St. Nikolaus. Siehe auch: Nikolauskapelle (Kempten) | D-7-8227-0194 |                            |
| Kempten (Allgäu) (Standort)                                                                           | Gräber der römischen Kaiserzeit. Siehe auch: Artillerie-Kaserne (Kempten) | D-7-8227-0220 |                            |
| Kempten (Allgäu) (Standort)                                                                           | Siedlung und Gräber der römischen Kaiserzeit. Siehe auch: Keckkapelle | D-7-8227-0221 |                            |
| Kempten (Allgäu) (Standort)                                                                           | Abgegangene Marienkapelle des Mittelalters. | D-7-8227-0222 |                            |
| Kempten (Allgäu) (Standort)                                                                           | Spätclaudisch/neronische Thermenanlage, teilweise unter Schutzbau konserviert und museal aufbereitet. Siehe auch: Cambodunum#Thermen | D-7-8227-0225 |                            |
| Kempten (Allgäu) (Standort)                                                                           | Mittelalterliche und frühneuzeitliche Befunde im Bereich der Reichsstadt Kempten. | D-7-8227-1000 |                            |
| Kempten (Allgäu) (Standort)                                                                           | Mittelalterliche und frühneuzeitliche Befunde im Bereich der Stiftsstadt Kempten. | D-7-8227-2000 |                            |
| Kempten (Allgäu) (Standort)                                                                           | Spätmittelalterliche Befestigung der ehemalige Reichsstadt Kempten. Siehe auch: Stadtbefestigung in Kempten (Allgäu) | D-7-8227-2001 |                            |

### Bodendenkmäler in der Gemarkung Sankt Lorenz
| Lage                                                         | Objekt | Akten-Nr.     | Bild |
| ------------------------------------------------------------ | --- | ------------- | ---- |
| Sankt Lorenz Hirschdorf (Standort)                           | Burgstall des Mittelalters. Siehe auch: Hirschdorf | D-7-8227-0017 |      |
| Sankt Lorenz Zwischen Schwarzen und Öschberg (Standort)      | Burgstall des Mittelalters. Siehe auch: Burg Öschlberg | D-7-8227-0018 |      |
| Sankt Lorenz Zwischen Elmatried und Oberschmieden (Standort) | Burgstall des Mittelalters. Siehe auch: Burg Schloßberg (Kempten), Elmatried                                                                                      | D-7-8227-0019 |      |
| Sankt Lorenz Nördlich, wenige Meter vor Feigen (Standort)    | Burgstall des Mittelalters. | D-7-8227-0020 |      |
| Sankt Lorenz 400 Meter östlich Prestlings (Standort)         | Burgstall des Mittelalters. Siehe auch: Burg Kalbsangst | D-7-8227-0021 |      |
| Sankt Lorenz (Standort)                                      | Frühneuzeitliche Befunde im Bereich der barocken Pfarr- und Wallfahrtskirche Heiligkreuz sowie des ehemaligen Klosters. Siehe auch: Kloster Heiligkreuz (Kempten) | D-7-8227-0158 |      |
| Sankt Lorenz (Standort)                                      | Frühneuzeitliche Befunde im Bereich der Kapelle St. Magdalena in Hirschdorf. Siehe auch: St. Magdalena (Kempten)                                                  | D-7-8227-0159 |      |
| Sankt Lorenz (Standort)                                      | Frühneuzeitliche Befunde im Bereich der Katholischen Kapelle St. Michael in Hohenrad. Siehe auch: St. Michael (Hohenrad)                                          | D-7-8227-0160 |      |
| Sankt Lorenz (Standort)                                      | Burgstall des Mittelalters. Siehe auch: Rappenscheuchen | D-7-8227-2002 |      |

### Bodendenkmäler in der Gemarkung Sankt Mang
| Lage                                                                              | Objekt | Akten-Nr.     | Bild |
| --------------------------------------------------------------------------------- | --- | ------------- | ---- |
| Sankt Mang Zwischen Riederau und Ursulasried, östlich der Dieselstraße (Standort) | Burgstall des Mittelalters. | D-7-8227-0023 |      |
| Sankt Mang Östlich der Maistraße, Schelldorf (Standort)                           | Burgstall des Mittelalters. Siehe auch: Schloß Wiesen (Kempten) | D-7-8227-0048 |      |
| Sankt Mang Am Rotschlößle (Standort)                                              | Frühneuzeitliche Befunde im Bereich eines frühneuzeitlichen Patrizieranwesens (Rotschlößle). Siehe auch: Rotschlößle | D-7-8227-0052 |      |
| Sankt Mang (Standort)                                                             | Frühneuzeitliche Befunde im Bereich der Kapelle in Steig. Siehe auch: Steig (Kempten) | D-7-8227-0163 |      |
| Sankt Mang (Standort)                                                             | Mittelalterliche und frühneuzeitliche Befunde im Bereich der Katholischen Filialkirche St. Ursula in Ursulasried. Siehe auch: St. Ursula (Kempten)                                                                      | D-7-8227-0165 |      |
| Sankt Mang (Standort)                                                             | Villa rustica der römischen Kaiserzeit. Siehe auch: Ursulasried | D-7-8227-0166 |      |
| Sankt Mang (Standort)                                                             | Mittelalterliche und frühneuzeitliche Befunde im Bereich des abgegangenen kemptischen Bürgergutes Kronschelldorf (Grünschlößle). Siehe auch: Grünschlößle                                                               | D-7-8227-0171 |      |
| Sankt Mang (Standort)                                                             | Burgstall des Mittelalters. Siehe auch: Hafenthal (Kempten) | D-7-8227-2003 |      |
| Sankt Mang Gesamter Verlauf der Kaufbeurer Straße (Standort)                      | Straße der römischen Kaiserzeit. Siehe auch: Römerstraße Kempten–Kellmünz–Günzburg | D-7-8227-2004 |      |
| Sankt Mang (Standort)                                                             | Burgstall des Mittelalters. Siehe auch: Sterklings | D-7-8228-0011 |      |
| Sankt Mang (Standort)                                                             | Wasserburgstall des Mittelalters. Siehe auch: Haßberg (Kempten) | D-7-8228-0012 |      |
| Sankt Mang (Standort)                                                             | Frühneuzeitliche Befunde im Bereich des Schlosses Lenzfried und seiner Vorgängerbauten. Siehe auch: Schloss Lenzfried                                                                                                   | D-7-8228-0032 |      |
| Sankt Mang (Standort)                                                             | Mittelalterliche und frühneuzeitliche Befunde im Bereich des ehemaligen Franziskanerklosters Lenzfried sowie des ehemaligen Franziskanerinnenklosters St. Anna. Siehe auch: Franziskanerinnenkloster St. Anna (Kempten) | D-7-8228-0033 |      |
| Sankt Mang (Standort)                                                             | Frühneuzeitliche Befunde im Bereich der Katholischen Kapelle St. Magnus in Leubas. Siehe auch: St. Magnus (Leubas) | D-7-8228-0036 |      |
| Sankt Mang (Standort)                                                             | Frühneuzeitliche Befunde im Bereich der Katholischen Kapelle St. Marien in Leupratsried. Siehe auch: St. Marien (Leupratsried)                                                                                          | D-7-8228-0037 |      |